# 富一成
富 一成（とみ かずなり）は、日本のゲームクリエイター。

## 来歴
クリスタルソフトの『夢幻の心臓』シリーズを手がけ、その後、日本ファルコムへ移籍。『ソーサリアン』・『スタートレーダー』・『ダイナソア』などのシナリオやゲームデザインなどを手がけたあと、独立しスタジオアレックスを設立。代表取締役に就任。『LUNAR』シリーズ（開発：スタジオアレックス / 発売：ゲームアーツ）などを制作。しかし、2003年に「ルナ・ザ・シルバースター」の二次的著作物使用料の件で、発売元であるゲームアーツに対し訴訟を起こし、これに敗訴。現在は、ガイナックスで制作に携わっている。
手がけた作品リスト
- 高速機動部隊（クリスタルソフト）1982年
- 聖なる剣（クリスタルソフト）1983年
- 夢幻の心臓（クリスタルソフト）1984年
- 夢幻の心臓II（クリスタルソフト）1985年
- ボルフェスと5人の悪魔（クリスタルソフト）1987年
- ソーサリアン（日本ファルコム）1987年
- スタートレーダー（日本ファルコム）1989年
- ダイナソア（日本ファルコム）1990年
- LUNAR ザ・シルバースター（スタジオアレックス・ゲームアーツ）1992年
- LUNAR エターナルブルー（スタジオアレックス・ゲームアーツ）1994年
- ゲッツェンディーナー（スタジオアレックス・ガイナックス）1994年